# Megrepedve
A Megrepedve (eredeti cím: Fractured) 2019-ben bemutatott amerikai lélektani thriller, amelyet Brad Anderson rendezett Alan B. McElroy forgatókönyve alapján. A főszerepben Sam Worthington, Lily Rabe, Stephen Tobolowsky, Adjoa Andoh és Lucy Capri látható.
A film világpremierje 2019. szeptember 22-én volt a Fantastic Fesztiválon. A Netflix 2019. október 11-én mutatta be.

## Rövid történet
Egy házaspár megáll egy benzinkútnál, ahol a 6 éves lányuk karja eltörik. Sietnek a kórházba. Ott azonban valami furcsa dolog történik. A feleség és a lány eltűnik.

## Szereplők
- Sam Worthington – Ray Monroe
- Lily Rabe – Joanne Monroe
- Lucy Capri – Peri Monroe
- Adjoa Andoh – Dr. Isaacs
- Stephen Tobolowsky – Dr. Berthram
- Lauren Cochrane – Chilches rendőr
- Shane Dean – Griggs rendőr
- Chris Sigurdson – Dr. Lugado
- Chad Bruce – Jeff biztonsági őr
- Stephanie Sy – Anne nővér
- Dorothy Carroll – felvételi hivatalnok
- Erik Athavale – Dr. Bruce Volk

## A film készítése
2018 novemberében Sam Worthington jelentkezett a főszerepre. A filmet Brad Anderson rendezi Alan B. McElroy könyvéből, a producerek Paul Schiff, Neal Edelstein és Mike Macari lesznek, a Netflix pedig a forgalmazó. 2018 decemberében Lily Rabe, Stephen Tobolowsky, Adjoa Andoh és Lucy Capri csatlakozott a szereplőgárdához. A gyártás még abban a hónapban megkezdődött. A film forgatására a kanadai Winnipegben (Manitoba) került sor 2018 novembere és 2019 januárja között.

## Megjelenés
A film világpremierje a Fantastic Feztiválon volt 2019. szeptember 22-én. A Netflixen 2019. október 11-én jelent meg.